# Hada ciocolatina
Hada ciocolatina là một loài bướm đêm trong họ Noctuidae.